# Martin Sjögren

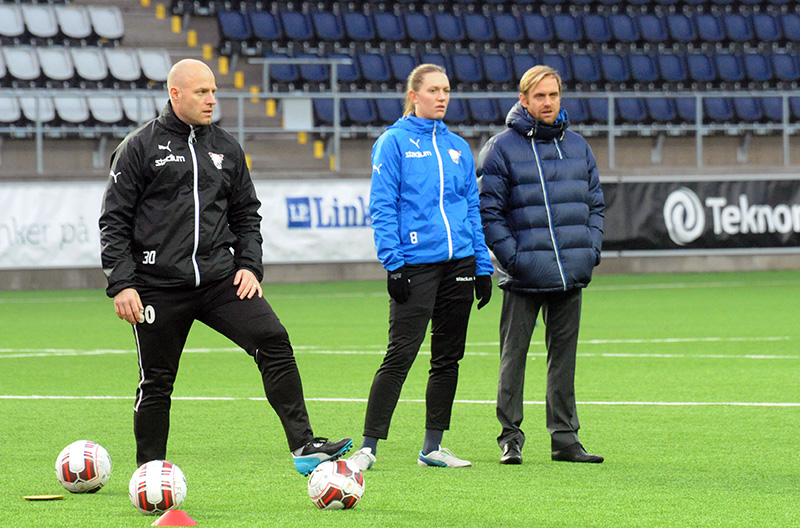
Martin Sjögren (längst till höger i bild).

Martin Sjögren, född 27 april 1977 i Gimo, är en svensk fotbollstränare och före detta fotbollsspelare.

## Biografi

### Uppväxt och spelarkarriär
Sjögren är uppvuxen i Gimo, där han spelade fotboll i moderklubben Gimo IF och studerade på Bruksgymnasiet. Efter avslutade gymnasiestudier flyttade han till Halmstad för studier i idrottspedagogik.
Han och flickvännen Erica Mårtensson flyttade sedan till USA för studier på olika universitet, där Sjögren studerade och spelade fotboll i Jacksonville i Florida. Efter sin USA-vistelse flyttade han tillbaka till Sverige och bodde då i Växjö. Hans fotbollsspelarkarriär fortsatte därefter i klubbarna Värnamo och Växjö.

### Tränarkarriär

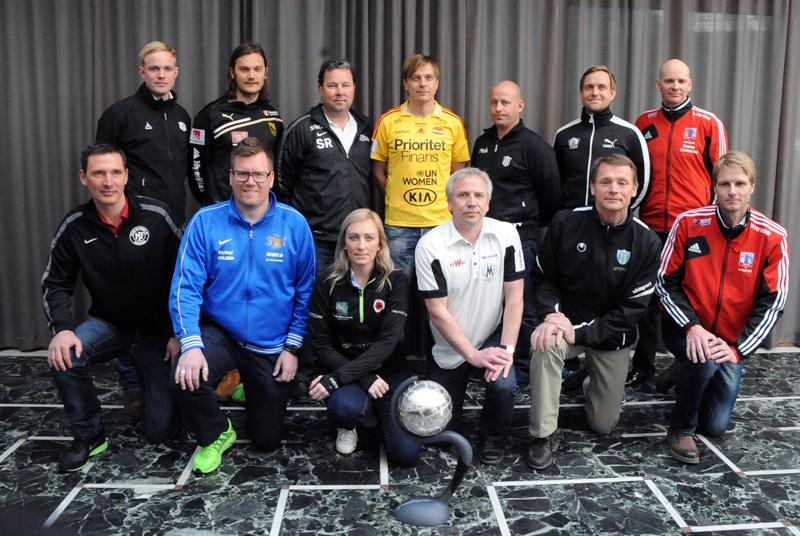
Tränarna inför Damallsvenskan 2013 (Sjögren placerad andra från höger, övre raden)

Tränarkarriären började 2004 när Sjögren tog över som tränare för Östers damfotbollslag. Två år senare började han som tränare för LdB FC Malmö, där han blev kvar i fyra år och tog två SM-guld. Nästa klubb blev Linköpings FC, som han tränade från 2012 fram tills säsongen 2016 när han ledde damlaget till ett SM-guld.
Den 19 december 2016 blev det klart att Sjögren tar över som förbundskapten för det norska damfotbollslandslaget med omedelbar verkan.
År 2016 hade Sjögren varit aktiv som tränare inom damfotbollen under 13 år.

## Meriter

### SM-guld som tränare
- 2010 – LdB FC Malmö [8]
- 2011 – LdB FC Malmö [8]
- 2016 – Linköpings FC [6][9]

### Uppdrag som tränare
- Östers IF (2004–2005) [5]
- Assisterande tränare i LdB FC Malmö (2006–2011) [5]
- Linköpings FC
  - Assisterande tränare (2012) [10][5]
  - Tränare (2013–2016) [10][5]
- Förbundskapten för Norges damfotbollslandslag (2017–2022) [5][11]
- Assisterande tränare för IFK Norrköping (2023) [12][13]
- Tränare för Hammarby IF:s damlag (2024–) [11]